# Saison 1969-1970 du Stade rennais UC
Maillots
Chronologie
Saison précédente Saison suivante
La saison 1969-1970 du Stade rennais Université Club débute le 6 août 1969 avec la première journée du Championnat de France de Division 1, pour se terminer le 17 juin 1970 avec la dernière journée de cette compétition.
Le Stade rennais UC est également engagé en Coupe de France.

## Résumé de la saison
À l'été 1969, le Stade rennais UC connaît son lot de bouleversements. Louis Girard, président du club depuis quinze ans, cède sa place. Il est remplacé par M. Bernard. L'effectif voit aussi les départs de la moitié de la ligne d'attaque titulaire, puisque Louis Floch et Silvester Takač quittent le club. Le transfert de ce dernier est d'ailleurs au centre d'un imbroglio, le joueur ayant tout à tour donné son accord au Standard de Liège puis à l'Olympique de Marseille. La FFF donnera finalement raison au club belge, où Takač évoluera désormais. Outre le Monégasque François Simian, deux joueurs yougoslaves sont engagés pour pallier ces départs : Ilija Lukić et Velimir Naumović.
Le début de saison rennais est proprement calamiteux. Une seule victoire est récoltée lors des treize premières journée, et le club s'installe rapidement à la dernière place du classement. Certes, les problèmes financiers du FC Rouen rendront cette position plus confortable a posteriori, mais le Stade rennais UC n'est pas sans devoir compter lui-même sur des problèmes de trésorerie, affichant un déficit de 27 millions. Cette période noire voit le Stade rennais UC concéder des revers mémorables, tels un 2 - 8 sur la pelouse de Geoffroy-Guichard face au champion de France en titre stéphanois, ou une correction (1 - 6) infligée par le voisin nantais deux semaines plus tard à Marcel-Saupin.
Bien vite, des changements doivent être opérés. Un nouveau président est élu, il s'agira de Jean Rohou, ancien délégué des supporters. En janvier, le Stade rennais UC opère également un changement majeur au sein de sa défense, de loin la pire de Division 1 à l'issue de la phase aller. Le gardien Gérard Lefillatre est prêté à l'OGC Nice, qui dans le sens inverse cède au Stade rennais l'international Marcel Aubour, moyennant 1,25 million de francs. Ajouté au retour de blessure d'Alain Cosnard, ce changement redonnera une nouvelle stabilité à la défense rennaise, celle-ci n'encaissant que 27 buts lors de la phase retour, contre 46 à l'aller.
De fait, cette nouvelle solidité se concrétise par de bien meilleurs résultats. Auteurs de quelques « coups », avec notamment une première défaite infligée à un AS Saint-Étienne invaincu jusqu'à la 19e journée et son déplacement route de Lorient (1 - 0), les Rennais redressent progressivement la tête et atteindront finalement la quatorzième place, leur meilleure position au classement de la saison.
Cerise sur le gâteau, les « Rouge et Noir » s'offrent une belle aventure en Coupe de France. Tranquilles vainqueurs du Stade brestois, ils sortent ensuite le FC Sochaux de la compétition. En huitièmes de finale, désormais joués en matchs aller-retour, les Rennais se débarrassent difficilement de l'Olympique lyonnais. Vainqueurs à l'aller (3 - 2), ils sont poussés en prolongation au retour (0 - 1). Robert Rico libère finalement ses équipiers en égalisant. En quarts de finale, le Limoges FC est facilement écarté (3 - 1, 4 - 0), mais les Rennais retrouvent en demi-finale l'AS Saint-Étienne pour une revanche de l'édition 1965. Cette fois, ce sont les Stéphanois qui l'emportent, non sans avoir tremblé, mais les Rennais prennent rendez-vous pour l'édition suivante de la compétition.

## Transferts en 1969-1970
| Nom               | Nationalité | Provenance/Destination    |
| Arrivées          |             |                           |
| Marcel Aubour     | France      | OGC Nice                  |
| Daniel Bernard    | France      | RC Joinville              |
| Louis Bocquenet   | France      | Stade rennais UC amateurs |
| Ilija Lukić       | Yougoslavie | Heracles Almelo           |
| Velimir Naumović  | Yougoslavie | Standard de Liège         |
| François Simian   | France      | AS Monaco                 |
| Départs           |             |                           |
| Louis Floch       | France      | AS Monaco                 |
| Gérard Lefillatre | France      | OGC Nice (prêt)           |
| Silvester Takač   | Yougoslavie | Standard de Liège         |

## L'effectif de la saison
| Poste¹ | Nat.² | Nom               | Naissance         | Sélection³ | Championnat | Championnat | Coupe France | Coupe France | Total Saison | Total Saison | Notes                     |
| Poste¹ | Nat.² | Nom               | Naissance         | Sélection³ | M           | But inscrit | M            | But inscrit  | M            | But inscrit  | Notes                     |
| ------ | ----- | ----------------- | ----------------- | ---------- | ----------- | ----------- | ------------ | ------------ | ------------ | ------------ | ------------------------- |
| G      | FRA   | Marcel Aubour     | 10 juin 1940      | A          | 15          | 0           | 8            | 0            | 23           | 0            | Arrivé de Nice en janvier |
| G      | FRA   | Daniel Bernard    | 29 septembre 1949 | -          | 3           | 0           | 1            | 0            | 4            | 0            |                           |
| D      | FRA   | Louis Bocquenet   | 25 janvier 1947   | -          | 5           | 0           | 0            | 0            | 5            | 0            |                           |
| D      | FRA   | Louis Cardiet     | 20 juin 1943      | A          | 28          | 0           | 8            | 0            | 36           | 0            |                           |
| D      | FRA   | René Cédolin      | 13 juillet 1940   | B          | 26          | 0           | 4            | 0            | 30           | 0            |                           |
| D      | FRA   | Alain Cosnard     | 19 septembre 1944 | -          | 22          | 0           | 8            | 0            | 30           | 0            |                           |
| M      | FRA   | Pierre Garcia     | 27 juillet 1943   | -          | 32          | 2           | 8            | 1            | 40           | 3            |                           |
| D      | FRA   | Bernard Goueffic  | 29 janvier 1947   | -          | 22          | 1           | 7            | 0            | 29           | 1            |                           |
| A      | FRA   | Hervé Guermeur    | 12 février 1949   | -          | 10          | 1           | 2            | 1            | 12           | 2            |                           |
| D      | FRA   | Georges Jazdzyk   | 28 mars 1942      | -          | 26          | 1           | 5            | 0            | 31           | 1            |                           |
| D      | FRA   | Loïc Kerbiriou    | 7 mars 1949       | -          | 1           | 0           | 0            | 0            | 1            | 0            |                           |
| M      | FRA   | Raymond Keruzoré  | 17 juin 1949      | -          | 2           | 0           | 1            | 0            | 3            | 0            |                           |
| G      | FRA   | Gérard Lefillatre | 21 mars 1946      | -          | 14          | 0           | 0            | 0            | 14           | 0            | Prêté à Nice en janvier   |
| A      | FRA   | Serge Lenoir      | 20 février 1947   | -          | 23          | 6           | 6            | 3            | 29           | 9            |                           |
| A      | YUG   | Ilija Lukić       | 21 décembre 1944  | -          | 26          | 10          | 7            | 5            | 33           | 15           |                           |
| M      | FRA   | Victor Mosa       | 31 mars 1945      | -          | 22          | 2           | 2            | 2            | 24           | 4            |                           |
| M      | YUG   | Velimir Naumović  | 19 mars 1935      | A          | 30          | 2           | 8            | 0            | 38           | 2            |                           |
| D      | FRA   | Daniel Périault   | 16 avril 1946     | -          | 7           | 0           | 1            | 0            | 8            | 0            |                           |
| A      | FRA   | Robert Rico       | 10 mars 1945      | -          | 24          | 7           | 6            | 3            | 30           | 10           |                           |
| G      | FRA   | Gilbert Robin     | 2 août 1942       | -          | 2           | 0           | 0            | 0            | 2            | 0            |                           |
| A      | FRA   | Daniel Rodighiero | 20 septembre 1940 | A          | 30          | 16          | 6            | 5            | 36           | 21           |                           |
| M      | FRA   | Jacques Rossignol | 2 décembre 1945   | -          | 0           | 0           | 0            | 0            | 0            | 0            |                           |
| A      | FRA   | François Simian   | 16 août 1943      | -          | 22          | 3           | 6            | 0            | 28           | 3            |                           |

- 1 : G, Gardien de but ; D, Défenseur ; M, Milieu de terrain ; A, Attaquant
- 2 : Nationalité sportive, certains joueurs possédant une double-nationalité
- 3 : sélection la plus élevée obtenue

## Équipe-type
Il s'agit de la formation la plus courante rencontrée en championnat.

## Les rencontres de la saison

### Liste
| Match | Date         | Compétition     | Tour              | Adversaire      | Lieu ¹ | Score    | Class.   | Buteurs pour le Stade rennais |
| ----- | ------------ | --------------- | ----------------- | --------------- | ------ | -------- | -------- | ----------------------------- |
| 1     | 6 août       | Division 1      | 1                 | Valenciennes FC | D      | 1-1      | 7        | Provelli (csc)                |
| 2     | 9 août       | Division 1      | 2                 | Rouen           | E      | 0–4      | 16       |                               |
| 3     | 13 août      | Division 1      | 3                 | Ajaccio         | D      | 0-1      | 16       |                               |
| 4     | 20 août      | Division 1      | 4                 | Saint-Étienne   | E      | 2–8      | 18       | Rodighiero Lukić              |
| 5     | 27 août      | Division 1      | 5                 | Metz            | D      | 2–0      | 16       | Rodighiero Rico               |
| 6     | 3 septembre  | Division 1      | 6                 | Nantes          | E      | 1-6      | 17       | Lukić                         |
| 7     | 20 septembre | Division 1      | 7                 | Angoulême       | E      | 0-3      | 18       |                               |
| 8     | 27 septembre | Division 1      | 8                 | Strasbourg      | D      | 4–5      | 18       | Simian Rodighiero Rico        |
| 9     | 5 octobre    | Division 1      | 9                 | Marseille       | E      | 0–1      | 18       |                               |
| 10    | 18 octobre   | Division 1      | 10                | Red Star        | D      | 2–2      | 18       | Simian Rodighiero             |
| 11    | 26 octobre   | Division 1      | 11                | Bastia          | E      | 0–4      | 18       |                               |
| 12    | 4 novembre   | Division 1      | 12                | RCP-Sedan       | D      | 3-3      | 18       | Lukić Rico                    |
| 13    | 8 novembre   | Division 1      | 13                | Lyon            | E      | 4-4      | 18       | Mosa Lukić Rico               |
| 14    | 16 novembre  | Division 1      | 14                | Angers          | D      | 1–0      | 18       | Naumović                      |
| 15    | 23 novembre  | Division 1      | 15                | Sochaux         | E      | 2-2      | 18       | Rodighiero Lenoir             |
| 16    | 30 novembre  | Division 1      | 16                | Bordeaux        | D      | 0-0      | 18       |                               |
| 17    | 7 décembre   | Division 1      | 17                | Nîmes           | E      | 3-2      | 18       | Lenoir Lukić Rico             |
| 18    | 14 décembre  | Division 1      | 18                | Ajaccio         | E      | 2–4      | 18       | Rodighiero                    |
| 19    | 21 décembre  | Division 1      | 19                | Saint-Étienne   | D      | 1–0      | 18       | Rodighiero                    |
| 20    | 8 janvier    | Coupe de France | 1/32 finale       | Brest           | N      | 5-1      | 5-1      | Lukić Guermeur Lenoir         |
| 21    | 25 janvier   | Division 1      | 20                | Rouen           | D      | 1–1      | 18       | Rodighiero                    |
| 22    | 1er février  | Division 1      | 21                | Metz            | E      | 0-2      | 18       |                               |
| 23    | 15 février   | Division 1      | 22                | Nantes          | D      | 1–2      | 18       | Rodighiero                    |
| 24    | 22 février   | Division 1      | 23                | Angoulême       | D      | 2–0      | 17       | Rodighiero Lukić              |
| 25    | 1er mars     | Coupe de France | 1/16 finale       | Sochaux         | N      | 3-2      | 3-2      | Rodighiero Lukić              |
| 26    | 6 mars       | Division 1      | 24                | Strasbourg      | E      | 1-1      | 17       | Garcia                        |
| 27    | 15 mars      | Division 1      | 25                | Marseille       | D      | 1-1      | 17       | Goueffic                      |
| 28    | 23 mars      | Coupe de France | 1/8 finale aller  | Lyon            | D      | 3-2      | 3-2      | Rodighiero Rico               |
| 29    | 28 mars      | Coupe de France | 1/8 finale retour | Lyon            | E      | 1-1 a.p. | 1-1 a.p. | Rico                          |
| 30    | 5 avril      | Division 1      | 26                | Red Star        | E      | 4–2      | 16       | Mosa Naumović Lenoir Lukić    |
| 31    | 12 avril     | Coupe de France | 1/4 finale aller  | Limoges         | E      | 3-1      | 3-1      | Rodighiero Mosa               |
| 32    | 15 avril     | Division 1      | 27                | Bastia          | D      | 3-1      | 14       | Rodighiero Lenoir Lukić       |
| 33    | 19 avril     | Coupe de France | 1/4 finale retour | Limoges         | D      | 4-0      | 4-0      | Garcia Rodighiero Lukić       |
| 34    | 22 avril     | Division 1      | 28                | RCP-Sedan       | E      | 2–3      | 15       | Simian Guermeur               |
| 35    | 9 mai        | Coupe de France | 1/2 finale aller  | Saint-Étienne   | D      | 0-1      | 0-1      |                               |
| 36    | 12 mai       | Division 1      | 29                | Angers          | E      | 0-1      | 16       |                               |
| 37    | 15 mai       | Coupe de France | 1/2 finale retour | Saint-Étienne   | E      | 1-1      | 1-1      | Lenoir                        |
| 38    | 20 mai       | Division 1      | 30                | Sochaux         | D      | 2–4      | 16       | Jazdzyk Lenoir                |
| 39    | 27 mai       | Division 1      | 31                | Bordeaux        | E      | 1-1      | 16       | Rico                          |
| 40    | 3 juin       | Division 1      | 32                | Nîmes           | D      | 1–1      | 16       | Rico                          |
| 41    | 10 juin      | Division 1      | 33                | Valenciennes FC | E      | 1–0      | 15       | Rodighiero                    |
| 42    | 17 juin      | Division 1      | 34                | Lyon            | D      | 4–3      | 14       | Garcia Rodighiero Lenoir      |

- 1 N : terrain neutre ; D : à domicile ; E : à l'extérieur ; drapeau : pays du lieu du match international

## Bilan des compétitions
| Compétition     | Vainqueur final  | Débute au tour | Place ou tour final | Première rencontre | Dernière rencontre | Nombre |
| --------------- | ---------------- | -------------- | ------------------- | ------------------ | ------------------ | ------ |
| Division 1      | AS Saint-Étienne | 1re journée    | 14e                 | 6 août 1969        | 17 juin 1970       | 34     |
| Coupe de France | AS Saint-Étienne | 1/32 de finale | 1/2 finale          | 8 janvier 1970     | 15 mai 1970        | 8      |

### Division 1

#### Classement
| Rang | Équipe   | Pts | J  | G  | N  | P  | Bp | Bc | Diff |
| ---- | -------- | --- | -- | -- | -- | -- | -- | -- | ---- |
| 11   | Nîmes    | 32  | 34 | 13 | 6  | 15 | 60 | 55 | +5   |
| 12   | Rouen    | 32  | 34 | 10 | 12 | 12 | 41 | 45 | -4   |
| 13   | Red Star | 30  | 34 | 11 | 8  | 15 | 45 | 67 | -22  |
| 14   | Rennes   | 29  | 34 | 9  | 11 | 14 | 52 | 73 | -21  |
| 15   | Lyon     | 28  | 34 | 12 | 4  | 18 | 57 | 78 | -21  |
| 16   | Ajaccio  | 26  | 34 | 11 | 4  | 19 | 34 | 51 | -17  |
| 17   | Bastia   | 24  | 34 | 10 | 4  | 20 | 50 | 74 | -24  |

#### Résultats
| Total  | Total  | Total | Total | Total | Total | Total | Total | Domicile | Domicile | Domicile | Domicile | Domicile | Domicile | Extérieur | Extérieur | Extérieur | Extérieur | Extérieur | Extérieur |
| Matchs | Points | V     | N     | D     | BP    | BC    | Diff. | V        | N        | D        | BP       | BC       | Diff.    | V         | N         | D         | BP        | BC        | Diff.     |
| ------ | ------ | ----- | ----- | ----- | ----- | ----- | ----- | -------- | -------- | -------- | -------- | -------- | -------- | --------- | --------- | --------- | --------- | --------- | --------- |
| 34     | 29     | 9     | 11    | 14    | 52    | 73    | -21   | 6        | 7        | 4        | 29       | 25       | +4       | 3         | 4         | 10        | 23        | 48        | -25       |

#### Résultats par journée
| Journée   | 01 | 02 | 03 | 04 | 05 | 06 | 07 | 08 | 09 | 10 | 11 | 12 | 13 | 14 | 15 | 16 | 17 | 18 | 19 | 20 | 21 | 22 | 23 | 24 | 25 | 26 | 27 | 28 | 29 | 30 | 31 | 32 | 33 | 34 |
| --------- | -- | -- | -- | -- | -- | -- | -- | -- | -- | -- | -- | -- | -- | -- | -- | -- | -- | -- | -- | -- | -- | -- | -- | -- | -- | -- | -- | -- | -- | -- | -- | -- | -- | -- |
| Terrain   | D  | E  | D  | E  | D  | E  | E  | D  | E  | D  | E  | D  | E  | D  | E  | D  | E  | E  | D  | D  | E  | D  | D  | E  | D  | E  | D  | E  | E  | D  | E  | D  | E  | D  |
| Résultats | N  | D  | D  | D  | V  | D  | D  | D  | D  | N  | D  | N  | N  | V  | N  | N  | V  | D  | V  | N  | D  | D  | V  | N  | N  | V  | V  | D  | D  | D  | N  | N  | V  | V  |
| Points    | 1  | 1  | 1  | 1  | 3  | 3  | 3  | 3  | 3  | 4  | 4  | 5  | 6  | 8  | 9  | 10 | 12 | 12 | 14 | 15 | 15 | 15 | 17 | 18 | 19 | 21 | 23 | 23 | 23 | 23 | 24 | 25 | 27 | 29 |
| Place     | 7  | 16 | 16 | 18 | 16 | 17 | 18 | 18 | 18 | 18 | 18 | 18 | 18 | 18 | 18 | 18 | 18 | 18 | 18 | 18 | 18 | 18 | 17 | 17 | 17 | 16 | 14 | 15 | 16 | 16 | 16 | 16 | 15 | 14 |

Source : Liste des rencontres

Terrain : D = Domicile ; E = Extérieur. Résultat: D = Défaite ; N = Nul ; V = Victoire.